# USS Edsall (DD-219)
O USS Edsall foi um contratorpedeiro operado pela Marinha dos Estados Unidos e a vigésima oitava embarcação da Classe Clemson. Sua construção começou em setembro de 1919 nos estaleiros da William Cramp & Sons e foi lançado ao mar em julho de 1920, sendo comissionado na frota norte-americana em novembro do mesmo ano. Era armado com uma bateria principal de quatro canhões de 102 milímetros e doze tubos de torpedo de 533 milímetros, tinha um deslocamento carregado de pouco mais de mil toneladas e conseguia alcançar uma velocidade máxima de 35 nós.
O Edsall viajou para o Mar Mediterrâneo em 1922 com o objetivo de proteger interesses e vidas norte-americanas na área. Pelos anos seguintes o navio ajudou a transportar suprimentos para o Leste Europeu e resgatar refugiados, além de auxiliar em diferentes emergências. Ele viajou por diversos portos na região até retornar para os Estados Unidos em 1924. No início do ano seguinte foi transferido para o Leste Asiático e continuou com suas funções de proteção de interesses norte-americanos na região, visitando diversos países como China, Japão, Tailândia e Filipinas.
Com a entrada dos Estados Unidos na Segunda Guerra Mundial no fim de 1941, o Edsall começou a escoltar comboios de suprimentos e foi o primeiro contratorpedeiro norte-americano a afundar um submarino japonês, o I-124, no final de janeiro. Ele continuou operando pela área das Filipinas e das Índias Orientais Holandesas e ajudou a resgatar sobreviventes do porta-aviões USS Langley no final de fevereiro. Entretanto, o Edsall foi encontrado por forças japonesas em 1º de março enquanto navegava para Tjilatjap, sendo afundado pelos couraçados Hiei e Kirishima.